# 博伊斯鎮 (內布拉斯加州)
博伊斯鎮（英語：Boys Town）是位於美國內布拉斯加州道格拉斯縣的村。

## 人口
根據2020年美國人口普查的數據，博伊斯鎮的面積為2.45平方千米，當中陸地面積為2.34平方千米，而水域面積為0.10平方千米。當地共有人口410人，而人口密度為每平方千米167人。